# Amietophrynus buchneri
Amietophrynus buchneri е вид жаба от семейство Крастави жаби (Bufonidae).

## Разпространение
Видът е разпространен в Ангола, Демократична Република Конго и Република Конго.